# Acontias kgalagadi
Pour les articles homonymes, voir Kgalagadi.
Espèce
Synonymes
- Typhlosaurus lineatus Boulenger, 1887
- Typhlosaurus lineatus lineatus Boulenger, 1887
- Typhlosaurus lineatus subtaeniatus Broadley, 1968

Statut de conservation UICN

 LC  : Préoccupation mineure
Acontias kgalagadi est une espèce de sauriens de la famille des Scincidae.

## Répartition
Cette espèce se rencontre :
- dans le nord de l'Afrique du Sud ;
- dans l'ouest de la Namibie ;
- au Botswana ;
- dans l'ouest de la Zambie ;
- dans l'est de l'Angola.

## Description
C'est un saurien vivipare.

## Liste des sous-espèces
Selon The Reptile Database (27 juin 2012) :
- Acontias kgalagadi kgalagadi Lamb, Biswas & Bauer, 2010
- Acontias kgalagadi subtaeniatus (Broadley, 1968)

## Taxinomie
L'espèce Typhlosaurus lineatus Boulenger, 1887 ayant été déplacée dans le genre Acontias par Lamb, Biswas & Bauer, 2010, Acontias lineatus étant préoccupé par Acontias lineatus Peters, 1879, ils ont dû fournir un nouveau nom scientifique.

## Publications originales
- Boulenger, 1887 : Catalogue of the Lizards in the British Museum (Nat. Hist.) III. Lacertidae, Gerrhosauridae, Scincidae, Anelytropsidae, Dibamidae, Chamaeleontidae. London, p. 1-575 (texte intégral).
- Broadley, 1968 : A review of the African genus Typhlosaurus Wiegmann (Sauria: Scincidae). Arnoldia, vol. 3, no 36, p. 1-20.
- Lamb, Biswas & Bauer, 2010 : A phylogenetic reassessment of African fossorial skinks in the subfamily Acontinae (Squamata: Scincidae): evidence for parallelism and polyphyly. Zootaxa, no 2657, p. 33–46.